# Citroën C3 R5
El Citroën C3 R5 (actualmente conocido como Citroën C3 Rally2) es un vehículo de competición basado en el Citroën C3 con homologación R5 y Rally2, construido por Citroën para su uso en competiciones de rally.

## Historia
A principios de 2017, Citroën inició el desarrollo del C3 R5. El C3 fue diseñado para mejorar las ofertas anteriores de Groupe PSA en la categoría R5, el Peugeot 208 T16 y el Citroën DS3 R5, los cuales resultaron problemáticos e impopulares entre los pilotos carreras cliente. El C3 tiene poca relación con su predecesor, el DS3 R5, que tiene más relación con el Citroën C3 WRC.

### Desarrollo
Durante el verano de 2017, Citroën Racing Technologies empleó a los pilotos oficiales de Citroën: Stéphane Lefebvre y Craig Breen como parte del equipo de desarrollo del C3, junto con Yoann Bonato, quien fue contratado específicamente para el proyecto. El primer modelo en funcionamiento se completó en septiembre de 2017, y un mes después, el primer C3 de pruebas hizo su debut público en el Rallye du Var, con Bonato conduciendo algunas etapas como participante no competitivo del rally.

### Competición
El Citroën C3 R5 pasó la homologación internacional el 1 de enero de 2018 e inmediatamente estaba listo para competir. Hizo su debut en el Campeonato Mundial de Rally en el Rally de Córcega en abril de ese año, con Yoann Bonato consiguiendó el segundo lugar en la categoría WRC-2 y el décimo puesto en la general del rally.
Incluidos los coches de prueba originales, hasta el 31 de diciembre de 2020 se habían construido un total de 71 C3 R5, de los cuales 46 se habían vendido a equipos privados. De la mano de Yoann Bonato, el C3 R5 ganó el Campeonato de Francia de Rally en 2018, y fue utilizado por el Citroën World Rally Team en la categoría WRC-2 Pro del Campeonato Mundial de Rally en 2019, de la mano de Mads Østberg. Østberg le dio al C3 R5 su primera victoria mundialista en el Rally de Suecia de 2019. Aunque Citroën se retiró del Campeonato Mundial de Rally en 2020, continuó como equipo oficial en el WRC-2 y puso el C3 R5 a disposición de los equipos privados en el WRC-3.
La temporada 2020 fue una gran temporada para el C3 R5: ganó nuevamente el Campeonato de Francia de Rally de la mano de Yoann Bonato, el Campeonato de España de Rally de la mano de Pepe López, y el Campeonato de Italia de Rally gracias a Andrea Crugnola. Además de los títulos nacionales, el C3 R5 consiguió sus primeros títulos grandes: de la mano del ruso Alexey Lukyanuk ganó el Campeonato de Europa de Rally, y de la mano del noruego Mads Østberg ganó su primer título mundial al ganar el World Rally Championship 2.

### Citroën C3 Rally2
El 11 de diciembre de 2020, Citroën Racing mostró oficialmente el Citroën C3 Rally2, una actualización del R5 adaptado a la nueva normaiva Rally2 vigente desde 2020. Para 2021 su primera temporada como Rally2, Citroën introducirá varias actualizaciones para mejorar el rendimiento y la fiabilidad, además de reducir su costo de mantenimiento: la primera de ellas llegó en enero, al llevar un nuevo software de motor para optimizar las fases de arranque y al levantar el pedal del acelerador. La segunda actualizción llegó en la previa del Rally de Croacia, esta actualización trajo un nuevo spoiler aerodinámico frontal, nuevas rampas de diferenciales para la transmisión, cambios en el sistema de distribución de frenos y mejoras en la geometría.

## Palmarés

### Campeonatos
| Año  | Título                              | Competidor      | Vehículo          | Carreras | Victorias | Podios | Puntos |
| ---- | ----------------------------------- | --------------- | ----------------- | -------- | --------- | ------ | ------ |
| 2018 | Championnat de France des Rallyes   | Yoann Bonato    | Citroën C3 R5     | 9        | 5         | 7      | 273    |
| 2019 | Championnat de France des Rallyes   | Yohan Rossel    | Citroën C3 R5     | 9        | 4         | 7      | 263    |
| 2019 | Campeonato de España de Rally       | Pepe López      | Citroën C3 R5     | 10       | 6         | 8      | 282    |
| 2019 | Súper Campeonato de España de Rally | Pepe López      | Citroën C3 R5     | 7        | 3         | 6      | 112    |
| 2020 | Championnat de France des Rallyes   | Yoann Bonato    | Citroën C3 R5     | 3        | 3         | 3      | 75     |
| 2020 | Campionato Italiano Rally           | Andrea Crugnola | Citroën C3 R5     | 5        | 3         | 3      | 67.5   |
| 2020 | Campeonato de España de Rally       | Pepe López      | Citroën C3 R5     | 5        | 2         | 4      | 139    |
| 2020 | Súper Campeonato de España de Rally | Pepe López      | Citroën C3 R5     | 6        | 2         | 4      | 76     |
| 2020 | World Rally Championship 2          | Mads Østberg    | Citroën C3 R5     | 5        | 4         | 4      | 112    |
| 2020 | Campeonato de Europa de Rally       | Alexey Lukyanuk | Citroën C3 R5     | 5        | 2         | 3      | 121    |
| 2021 | Deutsche Rallye-Meisterschaft       | Marijan Griebel | Citroën C3 Rally2 | 5        | 1         | 5      | 139    |
| 2021 | Championnat de France des Rallyes   | Yoann Bonato    | Citroën C3 Rally2 | 8        | 5         | 7      | 154    |
| 2022 | Campionato Italiano Rally           | Andrea Crugnola | Citroën C3 Rally2 | 7        | 4         | 7      | 145.5  |
| 2023 | Championnat de France des Rallyes   | Yoann Bonato    | Citroën C3 Rally2 | 9        | 6         | 7      | 184    |
| 2023 | Campionato Italiano Rally           | Andrea Crugnola | Citroën C3 Rally2 | 8        | 6         | 6      | 159    |
| 2024 | Championnat de France des Rallyes   | Léo Rossel      | Citroën C3 Rally2 | 9        | 5         | 6      | 136    |
| 2024 | Campionato Italiano Rally           | Andrea Crugnola | Citroën C3 Rally2 | 7        | 5         | 6      | 121.5  |

### Victorias en el WRC-2 Pro
| N.º     | Año  | Rally                                   | Piloto       | Copiloto         | Vehículo      |
| ------- | ---- | --------------------------------------- | ------------ | ---------------- | ------------- |
| 1       | 2019 | 67th Rally Sweden                       | Mads Østberg | Torstein Eriksen | Citroën C3 R5 |
| 2       | 2019 | 39.º AXION Rally Argentina              | Mads Østberg | Torstein Eriksen | Citroën C3 R5 |
| 3       | 2019 | 55. RallyRACC Catalunya - Costa Daurada | Mads Østberg | Torstein Eriksen | Citroën C3 R5 |
| Fuente: |      |                                         |              |                  |               |

### Victorias en el WRC-2
| N.º      | Año  | Rally                                      | Piloto            | Copiloto               | Vehículo          |
| -------- | ---- | ------------------------------------------ | ----------------- | ---------------------- | ----------------- |
| 1        | 2019 | 87ème Rallye Automobile Monte-Carlo        | Yoann Bonato      | Benjamin Boulloud      | Citroën C3 R5     |
| 2        | 2019 | 55. RallyRACC Catalunya - Costa Daurada    | Eric Camilli      | Benjamin Veillas       | Citroën C3 R5     |
| 3        | 2020 | 88ème Rallye Automobile Monte-Carlo        | Mads Østberg      | Torstein Eriksen       | Citroën C3 R5     |
| 4        | 2020 | 68th Rally Sweden                          | Mads Østberg      | Torstein Eriksen       | Citroën C3 R5     |
| 5        | 2020 | 10. Rally Estonia                          | Mads Østberg      | Torstein Eriksen       | Citroën C3 R5     |
| 6        | 2020 | 41. ACI Rally Monza                        | Mads Østberg      | Torstein Eriksen       | Citroën C3 R5     |
| 7        | 2021 | 45.º Croatia Rally                         | Mads Østberg      | Torstein Eriksen       | Citroën C3 Rally2 |
| 8        | 2021 | 56. RallyRACC Catalunya - Costa Daurada    | Eric Camilli      | Maxime Vilmot          | Citroën C3 Rally2 |
| 9        | 2022 | 46.º Croatia Rally                         | Yohan Rossel      | Valentin Sarreaud      | Citroën C3 Rally2 |
| 10       | 2022 | 55.º Vodafone Rally de Portugal            | Yohan Rossel      | Valentin Sarreaud      | Citroën C3 Rally2 |
| 11       | 2022 | 57. Ardeca Ypres Rally Belgium             | Stéphane Lefebvre | Andy Malfoy            | Citroën C3 Rally2 |
| 12       | 2023 | 91ème Rallye Automobile Monte-Carlo        | Yohan Rossel      | Arnaud Dunand          | Citroën C3 Rally2 |
| 13       | 2023 | 47.º Croatia Rally                         | Yohan Rossel      | Arnaud Dunand          | Citroën C3 Rally2 |
| 14       | 2024 | 92ème Rallye Automobile Monte-Carlo        | Yohan Rossel      | Arnaud Dunand          | Citroën C3 Rally2 |
| 15       | 2024 | 48.º Croatia Rally                         | Nikolay Gryazin   | Konstantin Aleksandrov | Citroën C3 Rally2 |
| 16       | 2024 | 3. Rally Chile BIOBÍO                      | Yohan Rossel      | Florian Barral         | Citroën C3 Rally2 |
| 17       | 2024 | 2. Central European Rally                  | Nikolay Gryazin   | Konstantin Aleksandrov | Citroën C3 Rally2 |
| 18       | 2024 | 9th FORUM8 Rally Japan                     | Nikolay Gryazin   | Konstantin Aleksandrov | Citroën C3 Rally2 |
| 19       | 2025 | 93ème Rallye Automobile Monte-Carlo        | Yohan Rossel      | Arnaud Dunand          | Citroën C3 Rally2 |
| 20       | 2025 | 49.º Rally Islas Canarias - Rally of Spain | Yohan Rossel      | Arnaud Dunand          | Citroën C3 Rally2 |
| Fuentes: |      |                                            |                   |                        |                   |

### Victorias en el WRC-3
| N.º     | Año  | Rally                               | Piloto                  | Copiloto               | Vehículo          |
| ------- | ---- | ----------------------------------- | ----------------------- | ---------------------- | ----------------- |
| 1       | 2020 | 88ème Rallye Automobile Monte-Carlo | Eric Camilli            | François-Xavier Buresi | Citroën C3 R5     |
| 2       | 2020 | 17.º Rally Guanajuato México        | Marco Bulacia Wilkinson | Giovanni Bernacchini   | Citroën C3 R5     |
| 3       | 2021 | 89ème Rallye Automobile Monte-Carlo | Yohan Rossel            | Benoît Fulcrand        | Citroën C3 Rally2 |
| 4       | 2021 | 18º Rally d'Italia Sardegna         | Yohan Rossel            | Alexandre Coria        | Citroën C3 Rally2 |
| 5       | 2021 | 56. Renties Ypres Rally Belgium     | Yohan Rossel            | Alexandre Coria        | Citroën C3 Rally2 |
| Fuente: |      |                                     |                         |                        |                   |

### Victorias en el ERC
| N.º     | Año  | Rally                                   | Piloto          | Copiloto           | Vehículo          |
| ------- | ---- | --------------------------------------- | --------------- | ------------------ | ----------------- |
| 1       | 2019 | 43.er Rally Islas Canarias              | Pepe López      | Borja Rozada       | Citroën C3 R5     |
| 2       | 2019 | 76. PZM Rajd Polski - Rally Poland      | Alexey Lukyanuk | Alexey Arnautov    | Citroën C3 R5     |
| 3       | 2020 | 8º Rally di Roma Capitale               | Alexey Lukyanuk | Dmitriy Eremeev    | Citroën C3 R5     |
| 4       | 2020 | Rally Fafe Montelongo                   | Alexey Lukyanuk | Dmitriy Eremeev    | Citroën C3 R5     |
| 5       | 2021 | 77. Orlen Rajd Polski - Rally Poland    | Alexey Lukyanuk | Alexey Arnautov    | Citroën C3 Rally2 |
| 6       | 2021 | 3º Rally Hungary                        | Mads Østberg    | Torstein Eriksen   | Citroën C3 Rally2 |
| 7       | 2021 | 45.º Rally Islas Canarias               | Alexey Lukyanuk | Alexey Arnautov    | Citroën C3 Rally2 |
| 8       | 2022 | 57. RallyRACC Catalunya - Costa Daurada | Yoann Bonato    | Benjamin Boulloud  | Citroën C3 Rally2 |
| 9       | 2023 | 47.º Rally Islas Canarias               | Yoann Bonato    | Benjamin Boulloud  | Citroën C3 Rally2 |
| 10      | 2023 | 11.º Rally di Roma Capitale             | Andrea Crugnola | Pietro Elia Ometto | Citroën C3 Rally2 |
| 11      | 2023 | 4º Rally Hungary                        | Mads Østberg    | Patrik Barth       | Citroën C3 Rally2 |
| 12      | 2024 | 48.º Rally Islas Canarias               | Yoann Bonato    | Benjamin Boulloud  | Citroën C3 Rally2 |
| 13      | 2024 | 12.º Rally di Roma Capitale             | Andrea Crugnola | Pietro Elia Ometto | Citroën C3 Rally2 |
| Fuente: |      |                                         |                 |                    |                   |